# Dilemma (Nelly)
Dilemma is een nummer van de Amerikaanse rapper Nelly uit 2002, in samenwerking met de Amerikaanse zangeres Kelly Rowland. Het is de tweede single van Nelly's tweede studioalbum Nellyville, en de eerste single van Rowlands eerste soloalbum Simply Deep.
Het nummer bevat een sample uit Love, Need and Want You van Patti LaBelle. De tekst, die een vraag-en-antwoordpatroon bevat, gaat over een man die verliefd is op een vrouw die al een relatie heeft. "Dilemma" leverde Nelly en Rowland een gigantische wereldhit op. In veel landen kwam het op de nummer 1-positie terecht, waaronder ook in de Amerikaanse Billboard Hot 100, de Nederlandse Top 40 en de Vlaamse Ultratop 50.